# Ngarenanyuki
Ngarenanyuki è una circoscrizione mista (mixed ward) della Tanzania situata nel distretto di Meru, regione di Arusha. Conta una popolazione di 10 078 abitanti (censimento 2022).